# Аранђел Стојковић
Аранђел Стојковић (Београд, 2. март 1995) српски је фудбалер који тренутно наступа за Партизан.

## Каријера

### Почеци
Као рођени Београђанин, Аранђел Стојковић је фудбал почео да тренира у Добановцима, после чега се развијао у млађим селекцијама Телеоптика и БСК Борче. Како је у клубу из Борче био један од запаженијих играча омладинске екипе, Стојковић је прикључен првом тиму. По први пут се нашао у протоколу на сусрету 12. кола Прве лиге Србије за такмичарску 2013/14, када је БСК дочекао Тимок. Утакмица је завршена резултатом 2 : 0, а Стојковић није улазио у игру. Дебитовао је у наредном колу, недељу дана касније, када је са екипом гостовао Раднику у Сурдулици. Тада је на терену провео читав ток утакмице која је завршена без погодака. Одиграо је укупно 8 утакмица до краја сезоне, а једини погодак постигао је такође против Радника, када је БСК на Визељ парку победио резултатом 3 : 0.
Стојковић се током наредне сезоне усталио у постави свог клуба на позицији десног бека. Од 28 такмичарских утакмица, колико је забележио, њих 27 одиграо је у Првој лиги Србије. Једини гол те сезоне, а свој други у дресу БСК Борче, Стојковић је постигао у минималној победи над Слободом из Ужица у 22. колу. Његова екипа је елиминисана из Купа Србије у шеснаестини финала, после пораза од Јагодине резултатом 4 : 0. Током августа 2015. Стојковић је играо на уводна три кола такмичарске 2015/16, после чега више није био у саставу БСК Борче до краја календарске године када је напустио клуб.
Средином фебруара 2016. Стојковић је представљен у групи играча која је те зиме потписала за ОФК Београд. У Суперлига Србије дебитовао је на утакмици претпоследњег кола за такмичарску 2015/16, када је ОФК Београд поражен од екипе лучанске Младости, резултатом 3 : 1. Играо је и на затварању сезоне када је његов тим победио Јагодину резултатом 6 : 2 на Омладинском стадиону. После те утакмице обе екипе су испале у нижи степен такмичења као две најлошије пласиране на табели Суперлиге. На отварању следеће сезоне у Првој лиги Србије, Стојковић је био стартер на све три утакмице у августу, те је у другом колу постигао погодак против свог бившег клуба БСК Борче. У завршници прелазног рока споразумно је раскинуо уговор са клубом.

### Спартак Суботица
Почетком септембра 2016, Стојковић је потписао трогодишњи уговор са суботичким Спартаком. Директор клуба Драган Ђорђевић је на конференцији за штампу представио јавности четворицу нових играча, међу којима су поред Стојковића били још Александар Кесић, Никола Ковачевић и Дејан Парезановић. Како су Данијел Фаркаш и Вадим Жук у том тренутку били повређени, тренер Андреј Чернишов је Стојковића одмах уврстио у састав за сусрет 8. кола Суперлиге Србије, против ивањичког Јавора. Нешто касније је наступио и у шеснаестини финала Купа Србије, када је Спартак елиминисао Бачку у Бачкој Паланци. Свој први погодак у дресу Спартака Стојковић је постигао наредног месеца против Борца у Чачку, на утакмици 12. кола Суперлиге, која је завршена резултатом 3 : 3. Спартак је у наредној фази куп такмичења испао после минималне победе Вождовца на крову Тржног центра. До краја сезоне постигао је још један гол, у првом колу доигравања за опстанак, када је Спартак победио Металац из Горњег Милановца резултатом 3 : 1.
Последњег дана септембра 2017, Стојковић је био стрелац једног од погодака за Спартак у победи над нишким Радничким резултатом 4 : 2. Затим је погодио и против Бачке на Стадиону Славко Малетин Вава у 16. колу Суперлиге. Спартак је из Купа Србије испао после пенал-серије у осмини финала. У регуларном делу било је 1 : 1. Стојковић је успешно извео први једанаестерац за Спартак, док је шабачка Мачва прошла даље са 6 реализованих пенала, наспрам Спартакових 5. До краја новембра Стојковић је био асистент на две узастопне утакмице у Суперлиги Србије. Против Партизана је извео слободан ударац после ког је Немања Николић погодио за изједначење, док је против Јавора Стојковић упутио лопту Бојану Чечарићу за трећи од укупно 4 поготка Спартака на сусрету. У претпоследњем колу регуларног дела сезоне, Стојковић је из слободног ударца постигао једини погодак за Спартак у поразу резултатом 4 : 1 од Чукаричког на Стадиону на Бановом брду. Током читаве сезоне Стојковић је био стандардан у постави Александра Веселиновића, а касније и Владимира Гаћиновића и у Суперлиги Србије уписао 35 утакмица на којима је постигао 3 гола, уз један наступ у Купу Србије. Допринео је пласману клуба на 4. позицију на табели, што је омогућило учешће у квалификацијама за Лигу Европе.

### Војводина
Средином јуна 2018. године, Стојковић је потписао уговор са Војводином. За клуб је званично дебитовао на отварању такмичарске 2018/19, када је Војводина одиграла нерешено 1 : 1 са екипом лучанске Младости. Стојковић је током првог дела сезоне стандардно наступао код тренера Александра Веселиновића, а касније и Драгомира Окуке. Током зимских припрема у Белеку, постигао је победоносни погодак над саставом Зорје из Луганска. Радован Кривокапић му је у наставку сезоне делио минутажу са нешто млађим Миланом Лазаревићем. Повратком Ненада Лалатовића на место шефа стручног штаба, Стојковић се усталио у постави Војводине током наредне сезоне. Свој први погодак за клуб на званичном сусрету Стојковић је постигао последњег дана августа 2019. године, у поразу од Црвене звезде на домаћем терену. Он је потом био стрелац и у шеснаестини финала Купа Србије, на гостовању Златибору у Чајетини. На сусрету 16. кола Суперлиге Србије, Стојковић је асистирао Бојану Матићу за минималну победу над Мачвом у Шапцу. У наредном колу, против крушевачког Напретка, Стојковић је изнудио једанаестерац, који је Матић такође реализовао. Недељу дана касније постигао је други гол за своју екипу на гостовању Раду. Крајем фебруара наредне године, Стојковић је асистирао Момчилу Мркаићу за први од три поготка у победи над нишким Радничким 3 : 0. На затварању такмичарске сезоне, Војводина се у финалу Купа Србије састала са Партизаном. Стојковић је на том сусрету најпре асистирао Петру Бојићу код другог поготка своје екипе, а затим био прецизан и у пенал-серији. Војводина је после успешнијег извођења једанаестераца освојила то такмичење по други пут у својој историји.
На отварању нове сезоне у Суперлиги Србије, Стојковић се нашао у стартној постави своје екипе, за коју је одиграо читав сусрет са екипом ТСЦ Бачке Тополе. Након првог кола, Стојковић је у наредном периоду имао улогу резервисте и у игру је углавном улазио са клупе. На тај начин је у 4. колу, против лучанске Младости на терену заменио Мирка Топића у 62. минуту, а пред крај сусрета је асистирао Огњену Ђуричину за коначних 3 : 0. У једном од дербија 6. кола Суперлиге, Војводина је победила Партизан 3 : 2, иако је губила на полувремену минималним резултатом. Стојковић је најпре асистирао Богдану Младеновићу, а затим у судијској надокнади постигао победоносни погодак. Стојковић је потом лиценциран за треће коло квалификација за Лигу Европе, те се нашао међу 20 путника у Лијеж, где се Војводина сусрела са тамошњим Стандардом. Ту је одиграо регуларни ток утакмице, а затим је уместо њега у другом продужетку на терен ступио Дејан Зукић. Војводина је елиминисана укупним резултатом 2 : 1.

### ТСЦ Бачка Топола
Дана 7. августа 2021. године, Стојковић је потписао уговор са екипом ТСЦ из Бачке Тополе.

## Репрезентација
Као селектор млађе младе репрезентације Србије, сачињене од играча рођених 1995. године и млађих, Вељко Пауновић је у марту 2015. године објавио списак играча за двомеч са одговарајућом екипом Мјанмара. Како је састав Србије раније изборио пласман на Светско првенство које је као домаћин организовао Нови Зеланд, Пауновић је за пријатељске сусрете позвао већу групу играча. Стојковићево име није се нашло на првобитно објављеном списку играча, али је касније наступио на обе припремне утакмице, улазивши у игру као резервиста. Стојковић је у априлу исте године добио позив и за пријатељску утакмицу са Хондурасом, на којој је такође на терен крочио са клупе. Није се нашао на коначном списку путника за завршни турнир, где је Србија освојила прво место.
Стојковић се, у октобру 2018. године, нашао на списку играча незваничне селекције до 23 године старости, под вођством Милана Обрадовића, за пријатељску утакмицу против репрезентације Француске у узрасту до 20 година. На тој утакмици, одиграној 15. октобра 2018, нашао се у стартној постави селекције Србије, а учествовао је у акцији која је претходила првом голу Душана Влаховића. На представљању Вељка Симића у Војводини средином јануара 2021, спортски директор Милан Косановић рекао је да је Стојковић на списку вршиоца дужности селектора репрезентације Србије, Илије Столице, за турнеју у Сједињеним Америчким Државама. Позив су тада добили и његови саиграчи Миљан Вукадиновић и Немања Човић. Дебитовао је крајем истог месеца на пријатељском сусрету са Панамом.

## Статистика

### Клупска
Ажурирано 18. августа 2025.
|                      |          |                    |     |    |    |   |   |   |   |   |     |    |  |  |
| БСК Борча            | 2013/14. | Прва лига Србије   | 8   | 1  | —  | — | — | — | — | — | 8   | 1  |  |  |
| БСК Борча            | 2014/15. | Прва лига Србије   | 27  | 1  | 1  | 0 | — | — | — | — | 28  | 1  |  |  |
| БСК Борча            | 2015/16. | Прва лига Србије   | 3   | 0  | —  | — | — | — | — | — | 3   | 0  |  |  |
| БСК Борча            | Укупно   | Укупно             | 38  | 2  | 1  | 0 | — | — | — | — | 39  | 2  |  |  |
|                      |          |                    |     |    |    |   |   |   |   |   |     |    |  |  |
| ОФК Београд          | 2015/16. | Суперлига Србије   | 2   | 0  | 1  | 0 | — | — | — | — | 3   | 0  |  |  |
| ОФК Београд          | 2016/17. | Прва лига Србије   | 3   | 1  | —  | — | — | — | — | — | 3   | 1  |  |  |
| ОФК Београд          | Укупно   | Укупно             | 5   | 1  | 1  | 0 | — | — | — | — | 6   | 1  |  |  |
|                      |          |                    |     |    |    |   |   |   |   |   |     |    |  |  |
| Спартак Суботица     | 2016/17. | Суперлига Србије   | 28  | 2  | 2  | 0 | — | — | — | — | 30  | 2  |  |  |
| Спартак Суботица     | 2017/18. | Суперлига Србије   | 35  | 3  | 1  | 0 | — | — | — | — | 36  | 3  |  |  |
| Спартак Суботица     | Укупно   | Укупно             | 63  | 5  | 3  | 0 | — | — | — | — | 66  | 5  |  |  |
|                      |          |                    |     |    |    |   |   |   |   |   |     |    |  |  |
| Војводина            | 2018/19. | Суперлига Србије   | 27  | 0  | 1  | 0 | — | — | — | — | 28  | 0  |  |  |
| Војводина            | 2019/20. | Суперлига Србије   | 27  | 2  | 5  | 1 | — | — | — | — | 32  | 3  |  |  |
| Војводина            | 2020/21. | Суперлига Србије   | 36  | 2  | 4  | 0 | 1 | 0 | — | — | 41  | 2  |  |  |
| Војводина            | Укупно   | Укупно             | 90  | 4  | 10 | 1 | 1 | 0 | — | — | 101 | 5  |  |  |
|                      |          |                    |     |    |    |   |   |   |   |   |     |    |  |  |
| ТСЦ Бачка Топола     | 2021/22. | Суперлига Србије   | 31  | 0  | 3  | 0 | — | — | — | — | 34  | 0  |  |  |
| ТСЦ Бачка Топола     | 2022/23. | Суперлига Србије   | 29  | 1  | 3  | 0 | — | — | — | — | 32  | 1  |  |  |
| ТСЦ Бачка Топола     | 2023/24. | Суперлига Србије   | 0   | 0  | —  | — | — | — | — | — | 0   | 0  |  |  |
| ТСЦ Бачка Топола     | Укупно   | Укупно             | 60  | 1  | 6  | 0 | — | — | — | — | 66  | 1  |  |  |
|                      |          |                    |     |    |    |   |   |   |   |   |     |    |  |  |
| Партизан             | 2023/24. | Суперлига Србије   | 35  | 3  | 3  | 0 | 4 | 0 | — | — | 42  | 3  |  |  |
| Партизан             | 2025/26. | Суперлига Србије   | 3   | 1  | 0  | 0 | 2 | 0 | — | — | 5   | 1  |  |  |
| Партизан             | Укупно   | Укупно             | 38  | 4  | 3  | 0 | 6 | 0 | — | — | 47  | 4  |  |  |
|                      |          |                    |     |    |    |   |   |   |   |   |     |    |  |  |
| Дебрецин (позајмица) | 2024/25. | Прва лига Мађарске | 16  | 1  | 2  | 0 | — | — | — | — | 18  | 1  |  |  |
|                      |          |                    |     |    |    |   |   |   |   |   |     |    |  |  |
| Каријера             | Каријера | Каријера           | 310 | 18 | 26 | 1 | 7 | 0 | — | — | 343 | 19 |  |  |
|                      |          |                    |     |    |    |   |   |   |   |   |     |    |  |  |

### Утакмице у дресу репрезентације
| Репрезентација Србије у узрасту до 20 година старости | Репрезентација Србије у узрасту до 20 година старости                    | Репрезентација Србије у узрасту до 20 година старости                    | Репрезентација Србије у узрасту до 20 година старости                    | Репрезентација Србије у узрасту до 20 година старости                    | Репрезентација Србије у узрасту до 20 година старости                    | Репрезентација Србије у узрасту до 20 година старости                    | Репрезентација Србије у узрасту до 20 година старости | Репрезентација Србије у узрасту до 20 година старости | Репрезентација Србије у узрасту до 20 година старости |
| #                                                     | Датум                                                                    | Такмичење                                                                | Локација                                                                 | Домаћин                                                                  | Резултат                                                                 | Гост                                                                     | Мин.                                                  | Гол                                                   | Реф.                                                  |
| ----------------------------------------------------- | ------------------------------------------------------------------------ | ------------------------------------------------------------------------ | ------------------------------------------------------------------------ | ------------------------------------------------------------------------ | ------------------------------------------------------------------------ | ------------------------------------------------------------------------ | ----------------------------------------------------- | ----------------------------------------------------- | ----------------------------------------------------- |
| 1.                                                    | 26. март 2015.                                                           | Пријатељска утакмица                                                     | Стадион Чукаричког, Баново брдо                                          | Србија                                                                   | 6 : 0                                                                    | Мјанмар                                                                  | 45'                                                   |                                                       | [ 58 ]                                                |
| 2.                                                    | 29. март 2015.                                                           | Пријатељска утакмица                                                     | Кућа фудбала, Стара Пазова                                               | Србија                                                                   | 3 : 0                                                                    | Мјанмар                                                                  | 15'                                                   |                                                       | [ 59 ]                                                |
| 3.                                                    | 21. април 2015.                                                          | Пријатељска утакмица                                                     | Кућа фудбала, Стара Пазова                                               | Србија                                                                   | 2 : 1                                                                    | Хондурас                                                                 | 10'                                                   |                                                       | [ 62 ]                                                |
| 3                                                     | Укупан број утакмица, постигнутих погодака и минута проведених на терену | Укупан број утакмица, постигнутих погодака и минута проведених на терену | Укупан број утакмица, постигнутих погодака и минута проведених на терену | Укупан број утакмица, постигнутих погодака и минута проведених на терену | Укупан број утакмица, постигнутих погодака и минута проведених на терену | Укупан број утакмица, постигнутих погодака и минута проведених на терену | 70                                                    | 0                                                     |                                                       |

| Репрезентација Србије у узрасту до 23 године старости | Репрезентација Србије у узрасту до 23 године старости                    | Репрезентација Србије у узрасту до 23 године старости                    | Репрезентација Србије у узрасту до 23 године старости                    | Репрезентација Србије у узрасту до 23 године старости                    | Репрезентација Србије у узрасту до 23 године старости                    | Репрезентација Србије у узрасту до 23 године старости                    | Репрезентација Србије у узрасту до 23 године старости | Репрезентација Србије у узрасту до 23 године старости | Репрезентација Србије у узрасту до 23 године старости |
| #                                                     | Датум                                                                    | Такмичење                                                                | Локација                                                                 | Домаћин                                                                  | Резултат                                                                 | Гост                                                                     | Мин.                                                  | Гол                                                   | Реф.                                                  |
| ----------------------------------------------------- | ------------------------------------------------------------------------ | ------------------------------------------------------------------------ | ------------------------------------------------------------------------ | ------------------------------------------------------------------------ | ------------------------------------------------------------------------ | ------------------------------------------------------------------------ | ----------------------------------------------------- | ----------------------------------------------------- | ----------------------------------------------------- |
| 1.                                                    | 15. октобар 2018.                                                        | Пријатељска утакмица                                                     | Кућа фудбала, Стара Пазова                                               | Србија                                                                   | 2 : 4                                                                    | Француска                                                                | 90'                                                   |                                                       | [ 65 ]                                                |
| 1                                                     | Укупан број утакмица, постигнутих погодака и минута проведених на терену | Укупан број утакмица, постигнутих погодака и минута проведених на терену | Укупан број утакмица, постигнутих погодака и минута проведених на терену | Укупан број утакмица, постигнутих погодака и минута проведених на терену | Укупан број утакмица, постигнутих погодака и минута проведених на терену | Укупан број утакмица, постигнутих погодака и минута проведених на терену | 90                                                    | 0                                                     |                                                       |

| Репрезентација Србије | Репрезентација Србије                                                    | Репрезентација Србије                                                    | Репрезентација Србије                                                    | Репрезентација Србије                                                    | Репрезентација Србије                                                    | Репрезентација Србије                                                    | Репрезентација Србије | Репрезентација Србије | Репрезентација Србије |
| #                     | Датум                                                                    | Такмичење                                                                | Локација                                                                 | Домаћин                                                                  | Резултат                                                                 | Гост                                                                     | Мин.                  | Гол                   | Реф.                  |
| --------------------- | ------------------------------------------------------------------------ | ------------------------------------------------------------------------ | ------------------------------------------------------------------------ | ------------------------------------------------------------------------ | ------------------------------------------------------------------------ | ------------------------------------------------------------------------ | --------------------- | --------------------- | --------------------- |
| 1.                    | 28. јануар 2021.                                                         | Пријатељска утакмица                                                     | Стадион Ромел Фернандес, Панама                                          | Панама                                                                   | 0 : 0                                                                    | Србија                                                                   | 90'                   |                       | [ 67 ]                |
| 1                     | Укупан број утакмица, постигнутих погодака и минута проведених на терену | Укупан број утакмица, постигнутих погодака и минута проведених на терену | Укупан број утакмица, постигнутих погодака и минута проведених на терену | Укупан број утакмица, постигнутих погодака и минута проведених на терену | Укупан број утакмица, постигнутих погодака и минута проведених на терену | Укупан број утакмица, постигнутих погодака и минута проведених на терену | 90                    | 0                     | [ 83 ]                |

## Трофеји и награде
Војводина
- Куп Србије : 2019/20.[49]